# David Sassoon

David Sassoon (1793–1864)
Zeitgenössische Daguerreotypie

David Sassoon (* Oktober 1792 in Bagdad; † 7. November 1864 in Poona)  war ein osmanisch-indisch-britischer Geschäftsmann und Philanthrop.

## Leben

### Frühe Jahre
Er wurde in Bagdad als Sohn des wohlhabenden jüdischen Bankiers Sheikh Saleh Sassoon (1750–1830) geboren, des Finanzministers des Gouverneurs Ahmed Pascha. Infolge der Unterdrückung der jüdischen Gemeinde durch das osmanische Sultanat floh Sassoon 1833 mit seiner Familie und wenig Vermögen über Persien nach Bombay.

### Kaufmännische Erfolge
Nach kleinen Anfängen als Teppichhändler wurde er bald einer der reichsten Männer der Stadt. Dort gründete er auch das Handelshaus David Sassoon & Co. Nach dem Vertrag von Nanking 1842, der den ausländischen Kaufleuten weitgehend freien Zugang zum chinesischen Markt ermöglichte, expandierte die Gesellschaft unter maßgeblicher Mitwirkung von Davids Sohn Elias nach China, wo sie Niederlassungen unter anderem in Hongkong, Kanton und Shanghai eröffnete. Dort engagierte sich die Sassoons zunächst im Woll-, später vor allem aber im Opiumhandel und brachten es in den folgenden Jahrzehnten zu geradezu legendärem Reichtum. Anfang des 20. Jahrhunderts zählten sie gemeinsam mit den ebenfalls jüdischen Hardoons und Kadoories zu den wohlhabendsten Familien des Landes.

### Privatleben
Obwohl er nicht einmal Englisch sprach, wurde David Sassoon 1853 britischer Staatsbürger. Trotzdem behielt er Kleidung und Sitten der Bagdad-Juden bei und verstand sich als Leiter der jüdischen Gemeinde in Bombay. In Indien ließ er mehrere Synagogen errichten, aber auch eine Schule, ein Forschungsinstitut, eine Bibliothek sowie ein Genesungsheim.
Nach seinem Tod 1864 wurde David Sassoons geschäftliches Erbe von seinem Sohn, Sir Albert Abdullah David Sassoon weitergeführt.